# Holger Nilssons underbara resa
Holger Nilssons underbara resa är en politisk film beställd av Folkpartiet 1946. Medverkade som skådespelade gjorde Bengt Logardt, Ivar Kåge, Birgitta Arman och Julia Cæsar.

### Fotnoter
1. ↑  ”Holger Nilssons underbara resa”. Svensk Filmdatabas. http://www.sfi.se/sv/svensk-filmdatabas/Item/?itemid=62631&type=MOVIE&iv=Basic&ref=/templates/SwedishFilmSearchResult.aspx?id%3d1225%26epslanguage%3dsv%26searchword%3dholger+nilssons+underbara+resa%26type%3dMovieTitle%26match%3dBegin%26page%3d1%26prom%3dFalse. Läst 12 mars 2013.